# TGV PBA
De TGV PBA zijn een serie hogesnelheidstreinen van het type TGV Réseau van fabrikant Alstom, die door Thalys sinds 1996 (later Eurostar) worden ingezet tussen Parijs, Brussel en Amsterdam (vandaar de naam PBA).
De overige hogesnelheidstreinen van het type TGV Réseau worden door SNCF, in de SNCF-kleuren als TGV InOui binnenlands in Frankrijk ingezet, en de tricourante versie naar Italië en België.
Technisch gezien zijn de PBA-stellen vrijwel gelijk aan de PBKA-stellen. Treinstellen PBA en PBKA kunnen ook met elkaar gekoppeld worden. De PBA-stellen hebben echter geen beveiligingssystemen voor het Duitse spoorwegnet en zijn niet geschikt voor de 15kV 16.7 Hz Duitse bovenleidingsspanning. Uiterlijk verschillen de twee types van elkaar doordat de PBA-stellen een oude, hoekige kop hebben, en de PBKA-stellen een nieuwe, meer afgeronde.

## Inzet
PBA-stellen worden ingezet in de volgende treinserie:
| Serie         | Treinsoort          | Route | Bijzonderheden                                              |
| ------------- | ------------------- | --- | ----------------------------------------------------------- |
| Eurostar 9300 | Eurostar (Eurostar) | Amsterdam Centraal – Schiphol Airport – Rotterdam Centraal – Antwerpen-Centraal – Brussel-Zuid – Paris-Nord | Via HSL. Diverse ritten alleen tussen Amsterdam en Brussel. |

## Routes
1. Amsterdam Centraal, Schiphol, Rotterdam Centraal, Antwerpen Centraal, Brussel Zuid, Paris Nord
2. Amsterdam Centraal, Schiphol, Rotterdam Centraal, Antwerpen Centraal, Brussel Zuid, Lille Europe
3. Amsterdam Centraal, Schiphol, Rotterdam Centraal, Antwerpen Centraal, Brussel Zuid, Valence, Avignon, Aix-en-Provence, Marseille
4. Amsterdam Centraal, Schiphol, Rotterdam Centraal, Antwerpen Centraal, Brussel Zuid, Chambéry, Albertville, Moûtiers, Aime-La-Plagne, Landry, Bourg-Saint-Maurice

## Interieurfoto's

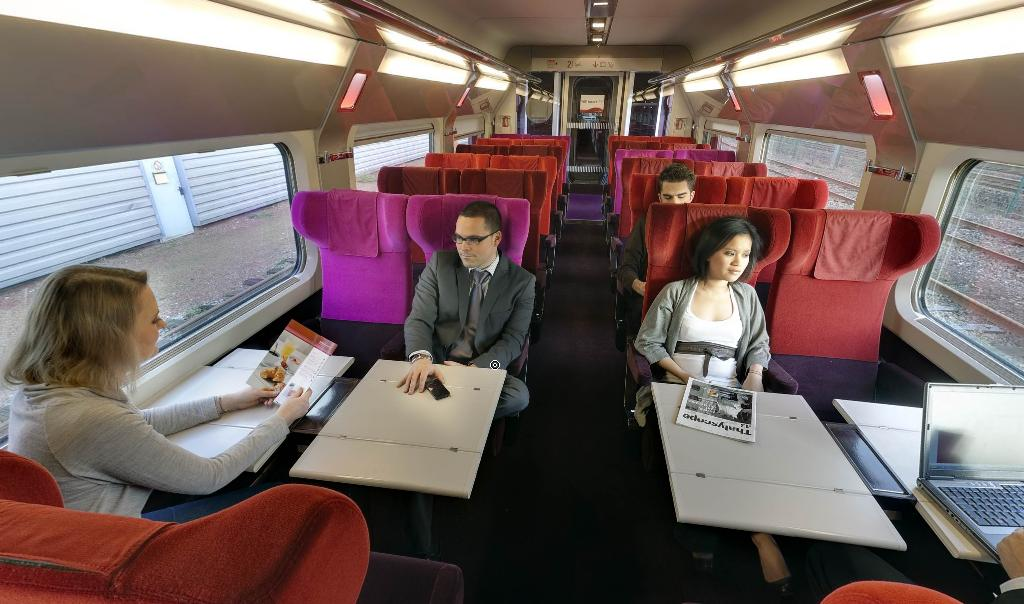
Interieur Comfort 2
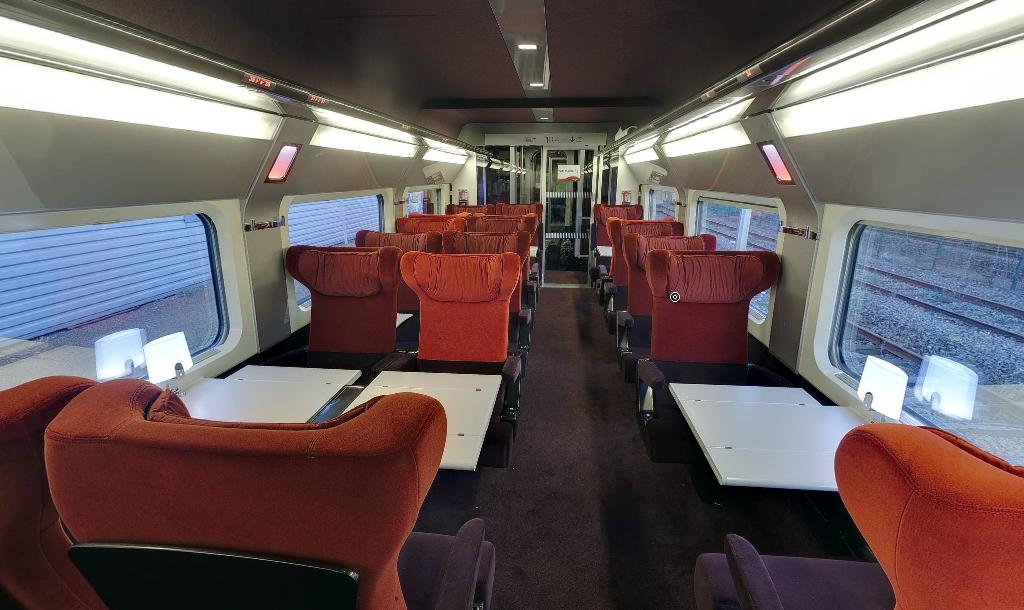
Interieur Comfort 1
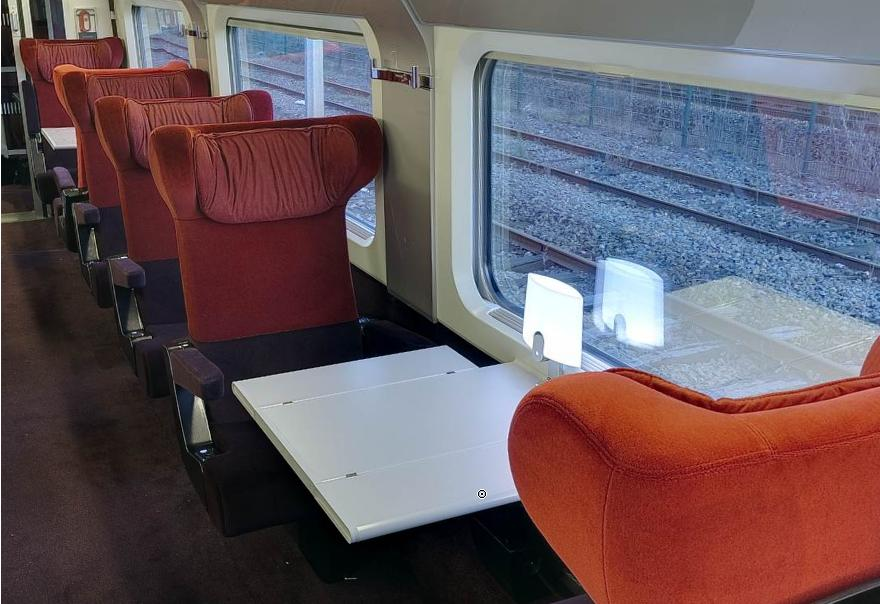
Zitting Comfort 1

## Trivia
- Treinstel 4531 is gebouwd als Thalys, maar later[(sinds) wanneer?] omgebouwd tot TGV-Réseau en is toen vernummerd in 4551.